# Sebastián Aldunate
Sebastián Darío Aldunate Andreo (Chillán, 12 de enero de 1993) es un exfutbolista chileno.

## Carrera
Hizo las inferiores en el Club Deportivo Ñublense y debutó en el profesionalismo en el año 2012. Se mantiene en el equipo hasta el año 2015, para luego ser transferido al club Malleco Unido. Finalizaría su carrera en 2019, en el fútbol semiprofesional de Estados Unidos.

## Trayectoria
Se inició en las divisiones inferiores del cuadro chillanejo teniendo grandes participaciones, lo que llevó que en el año 2011 se integrara al primer equipo del elenco rojo. Debutó profesionalmente el 23 de enero del 2012 en un partido contra Deportes Concepción, ingresando en el minuto 83 en reemplazo de Alejandro Vasquez. Desde el 2012 participó en varios partidos jugando en la Primera B y fue uno de los jugadores importantes en la campaña para lograr el ascenso. En el 2013 se consolida en el equipo con el técnico Carlos Rojas teniendo grandes participaciones en la Primera División y también jugando partidos importantes en Copa Chile y en el torneo. En el año 2014 se consolida en el equipo con el técnico Pablo Abraham, teniendo una regular participación en el torneo.

## Clubes
| Club          | País           | Año       |
| ------------- | -------------- | --------- |
| Ñublense      | Chile          | 2011-2015 |
| Malleco Unido | Chile          | 2015-2019 |
| Florida SS    | Estados Unidos | 2019      |